# Yusheng S330
Yusheng S330 ― це компактний кросовер, який виробляється компанією JMC і позиціонується нижче позашляховика Yusheng S350.

## Опис

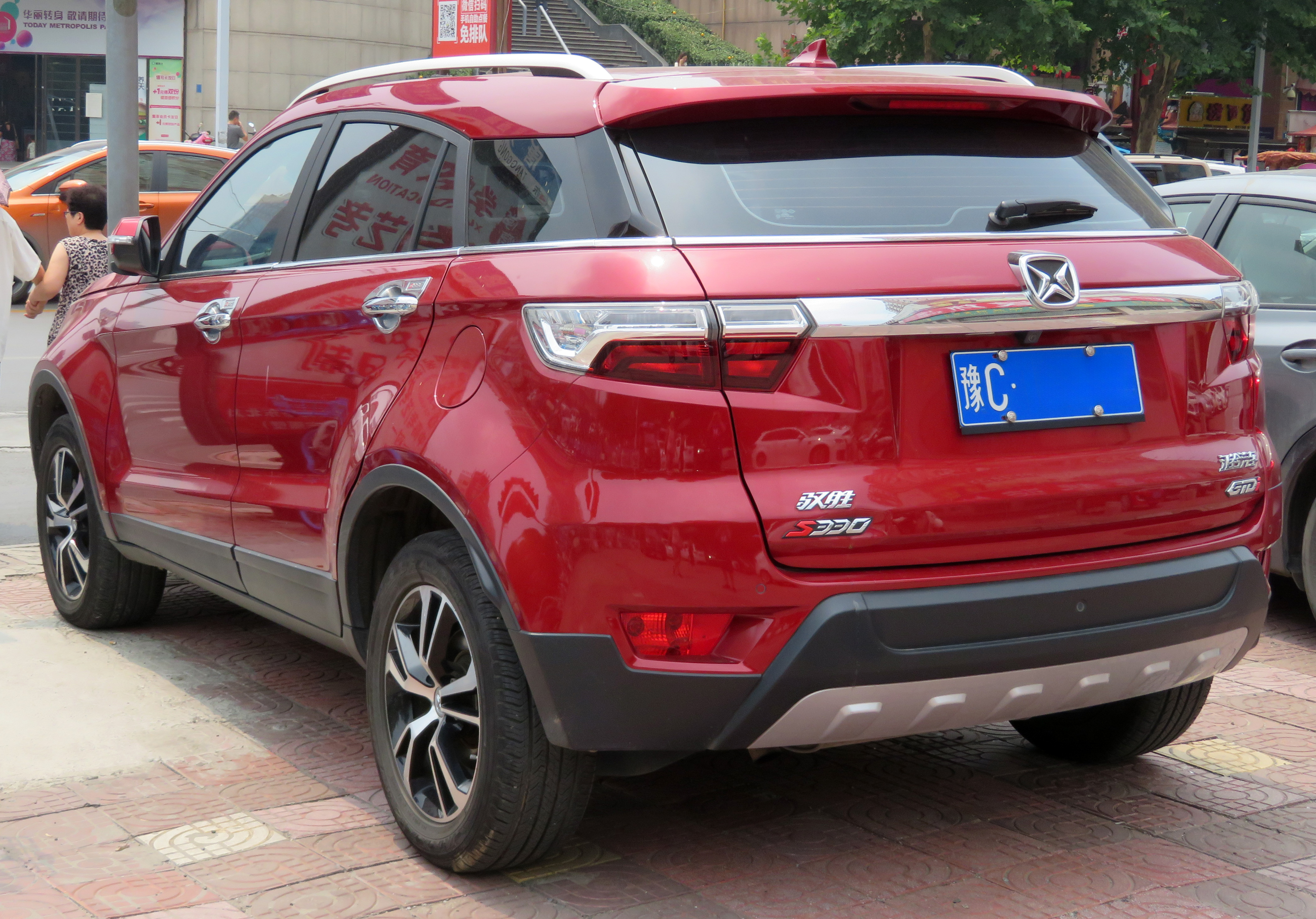

Компактний кросовер Yusheng S330 - це спільне підприємство JMC та Ford. Його дослідження та розробка, дизайн та виробництво відповідають світовим стандартам Ford.
S330 дебютував на Пекінському автосалоні 2016 року і був представлений на китайському автомобільному ринку в другій половині 2016 р. S330 є серійною версією концепту Yusheng S330, який був представлений на Шанхайському автосалоні 2015 р.

### Двигун
Yusheng S330 оснащується 1,5-літровими рядними двигунами з турбонаддувом, розробленими JMC у співпраці з AVL і позначеними як JX4G15A5L та JX4G15B5L для автомобілів з механічною та автоматичною коробкою передач відповідно. Двигуни розвивають 163 к.с. (120 кВт) при 5400-5700 об/хв і 250 Н⋅м при 1500-3500 об/хв, компактний позашляховик досягає максимальної швидкості 180 км/год.